# Naturíssimo

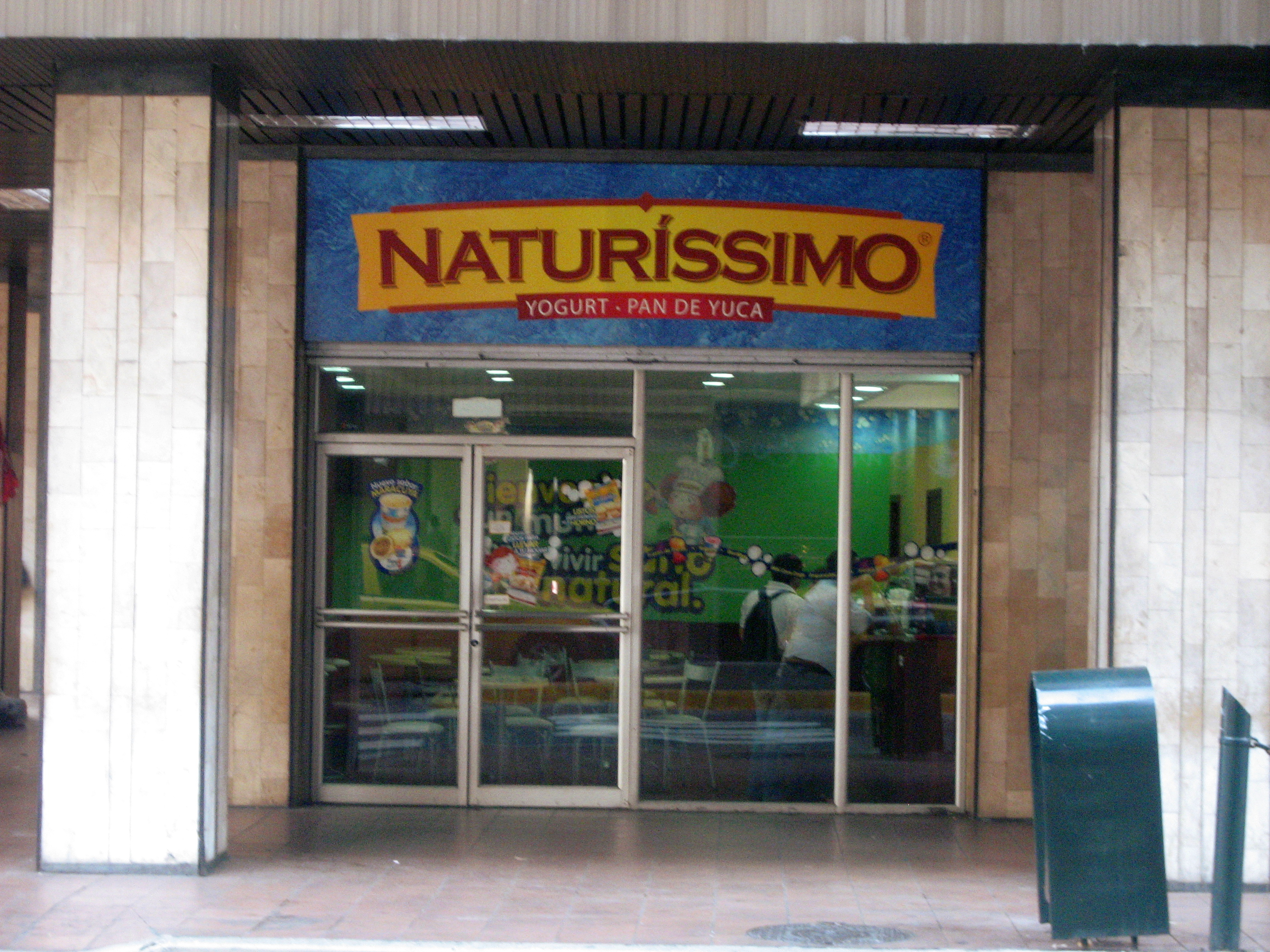
Local de Naturíssimo en Guayaquil.

Naturíssimo es una cadena de restaurantes de Ecuador especializada en la preparación y venta de yogur y pandeyuca. La cadena pertenece a la empresa Degeremcia, la misma que se inició en 1978 en la ciudad de Guayaquil como un pequeño local en que se preparaba yogur, panes de yuca y tortillas de maíz.
La cadena ha contado con varios nombres, cuando inició se llamaba Nutriyogurt, mientras que en la década de los 90 pasó a llamarse Natural Yogur. Fue en 2005 cuando cambió su razón social por Naturíssimo.
Hasta 2006, la empresa producía 3,5 millones de panes de yuca, cerca de 75.000 tortillas de maíz y 5.000 litros de yogur anuales. En 2013 poseía 32 locales, en las ciudades de Guayaquil, Salinas, Milagro, Machala, Santo Domingo, Portoviejo y Quito.
En finales de 2021, Naturissimo abrió su 77mo establecimiento en  Doral, Florida, Estados Unidos, con una inversión de 1.5 millones de dólares, generando 8 empleos, comenzando así una cadena de Naturssimo en Estados Unidos. 

## Otras marcas de Degeremcia
La empresa Degeremcia también poseía la cadena Pizza Express, que contaba con seis locales en Guayaquil. Sin embargo vendió la marca a la cadena española Telepizza.